# The Terrible Truth
Pour plus de détails, voir Fiche technique et Distribution.
The Terrible Truth (littéralement, La Terrible vérité) est un film muet américain réalisé par Lynn Reynolds, sorti en 1915.

## Fiche technique
- Titre : The Terrible Truth
- Réalisation : Lynn Reynolds
- Scénario : Lynn Reynolds, d'après une histoire de Harvey Gates
- Producteur :
- Société de production :  Rex Motion Picture Company
- Société de distribution :  Universal Film Manufacturing Company
- Pays d'origine :  États-Unis
- Langue : film muet avec les intertitres en anglais
- Métrage : 300 m (1 bobine)
- Format : Noir et blanc — 35 mm — 1,33:1 — Muet
- Genre : Film dramatique
- Durée : 10 minutes
- Dates de sortie : 
  -  États-Unis : 24 décembre 1915

## Distribution
- Myrtle Gonzalez : Mary Anne Phelps
- Alfred Allen : Dave Phelps, le père de Mary Anne
- Arthur Shirley (en) : Tom Sanford
- Val Paul (en) : Steve Redding